# ليميسيكلين
'
Lymecycline' هو مضاد حيوي من زمرة التتراسيكلين واسعة الطيف تسوق من قبل شركة pharmeceutical Galderma . أكثر ذوبان من التتراسيكلين بما يقارب من 5000 مرة، وهو فريد من نوعه بين التتراسكلينات في أنه يمتص عن طريق النقل النشط عبر جدار الأمعاء.
الآن الامتصاص العالي لل lymecycline يسمح باستخدامه بجرعات منخفضة، وجرعة من 408 ملغ تعادل 300 ملغ من التتراسيكلين أساس، وعمل 500 ملغ من التتراسيكلين هيدروكلوريد. Lymecycline، على عكس هيدروكلوريد التتراسيكلين، قابل للذوبان في جميع القيم الفسيولوجية لدرجة الحموضة .

## التاريخ
تم طرح Lymecycline في السوق الصيدلانية في عام 1963.

## المؤشرات
Lymecycline، مثل التتراسكلينات الأخرى، يستخدم لعلاج مجموعة من الأمراض. ولإن امتصاصه أفضل فهو يفضل على التتراسيكلين لعلاج حب الشباب متوسط الشدة. يتم وصفه عادة لمدة 8 أسابيع، ولكن يجب البحث عن بدائل أخرى في حال عدم حدوث تحسن بعد 3 أشهر.

## الجرعة
الجرعة هي 408 ملغ (كبسولة واحدة) يوميا عن طريق الفم. في حالات العدوى الشديدة بشكل خاص يمكن زيادة هذه الجرعة إلى 1224-1632 ملغ (ثلاث أو أربع كبسولات) يوميا.

## الآثار الجانبية
تشمل الطفح الجلدي، والصداع والاسهال والتهاب القولون، والغثيان، والتقيؤ، التهاب الجلد، خلل الكلام، والتهاب في الكبد، وردود فعل شديدة الحساسية، واضطرابات بصرية. عندما تؤخذ لفترة طويلة من الزمن، فإنه يمكن أن يسبب القلس المريئي المعدي.